# Римски календар
Римски календар је мало другачији од данашњег календара који има 12 месеци. У римско доба година је почињала у пролеће (мартом), а трајала је десет месеци. Називи месеци су били:
1. Martius (31 дан)
2. Aprilis (30 дана)
3. Maius (31 дан)
4. Junius (30 дана)
5. Quintilis (31 дан)
6. Sextilis (30 дана)
7. September (30 дана)
8. October (31 дан)
9. November (30 дана) и
10. December (30 дана)